# Shahzoda
 (janvier 2015).
Si vous disposez d'ouvrages ou d'articles de référence ou si vous connaissez des sites web de qualité traitant du thème abordé ici, merci de compléter l'article en donnant les références utiles à sa vérifiabilité et en les liant à la section « Notes et références ».
Zilola Bahodirovna Musaeva, plus connue sous son nom de scène Shahzoda, est une chanteuse et actrice ouzbèke. Zilola Musaeva est née le 28 juillet 1979, à Ferghana. Shahzoda est devenue une chanteuse très populaire en Ouzbékistan et d'autres pays voisins. Récemment, Shahzoda a acquis une certaine notoriété en Russie. Elle a enregistré des chansons en ouzbek, russe, persan, kazakh, tadjik et anglais.

## Carrière musicale
Shahzoda est d'abord l'une des deux membres, avec Aziza, du groupe pop Jonim, qui s'est fait connaître en 1998 avec leur chanson Qarama ko'zlarimga. Le groupe se sépare deux ans plus tard, les deux femmes désirant chacune poursuivre une carrière en solo. Le premier single de Shahzoda, Ekan Bor, obtient un grand succès en Ouzbékistan. Un album du même nom est édité en 2002 et devient l'un des plus vendus de l'année.
Son deuxième album, Baxt bo'ladi, sorti en 2003, rencontre le même succès et est suivi l'année suivante d'un troisième album, Keraggimsan, vendu à plus de 25 000 exemplaires dès la première semaine. Beaucoup de singles issus de cet album, tels que "Baxtliman, Sevgi ou Tamannozi, deviennent des hits. Le titre Qayt, qu'elle interprète avec le rappeur Shoxruxh, devient également un succès commercial et critique. Le single Hayot ayt fait partie de la bande originale du film ouzbek Fotima va Zohra dans lequel Shahzoda tient le rôle principal.
Le quatrième album de Shahzoda Baxtliman, qui a été édité en 2005, est vendu à plus de 50 000 exemplaires durant sa première semaine.
Shahzoda chante aussi quelques chansons dans la langue tadjike, comme Manu tanho et Mebinam Naghz, qui sont bien accueillis par les fans tadjiks. Sa chanson avec Shahriyor, un autre rappeur bien connu, Birinchi Sevgim, est un succès sur les chaînes de télévision ouzbèkes.
Shahzoda acquiert une certaine notoriété en Russie. Ses singles 1000 i Odna Noch et Mezhdu nebom je Zemley y sont bien accueillis. Ses clips sont également diffusés sur de nombreuses chaînes musicales russes.
L'album studio intitulé Shahozda Qora ko'zlaring est entièrement écrit et produit par le groupe Benom.
En décembre 2011, Shahzoda est reconnue comme meilleur artiste d'Asie centrale et Caucase lors des Big Apple Music Awards qui se tiennent à New York City.
En 2012, Shahzoda commence à sortir des chansons en anglais, tels que Afghana, All Alone (featuring Akcent) et Flying soir. Cette dernière, produite par DJ Sean Bay, est diffusée sur YouTube le 12 janvier 2012.
En novembre 2013, Shahzoda est annoncée comme représentante de l'Ouzbékistan au Türkvizyon 2013 avec la chanson Медленно.

## Carrière au cinéma
Shahzoda a joué les personnages principaux dans plusieurs films ouzbeks. Fotima va Zuhra, dans lequel Shahzoda joue le rôle principal, a eu un grand succès au box-office national et Shahzoda a reçu des critiques positives pour son interprétation. Elle joue également le rôle principal dans le film ouzbek de 2007 Zumrad va Qimmat. La bande originale du film Orzular est chantée par Shahzoda elle-même. Elle joue aussi dans le film Maryam Maryam, qui est populaire en Ouzbékistan.

## Distinctions
Shahzoda a reçu de nombreuses récompenses, notamment un prix Nihol, donné aux Ouzbeks dont l'excellence est reconnues par des professionnels des industries de la musique et du cinéma. Elle a reçu de nombreux Tarona Records Awards, dont ceux de la meilleure chanteuse, de la meilleure chanson, des meilleures paroles ou du meilleur clip.